# Rap
| Rap |
| --- |
| 50 Cent på scen 2007. - Betydelse – musik med rytmiskt tal och rimmade texter - Bakgrund – hiphop, 1970-talets svart och latinamerikanska storstadskultur i USA - Spridning – en av de numera största musiktyperna i USA |

Rap (av engelska rap, uttalat [rapː] eller [ræp]) eller varianten rapp är ett vokalt uttryckssätt där text talas i takt till musik på ett poetiskt vis. Rap förekommer framförallt inom musik kopplat till hiphopen. Rap finns också inom andra genrer som metal och eurodance. Rap har sitt ursprung i hiphop-kulturen som ett av de fyra elementen tillsammans med DJ:ing, breakdance och graffiti. Texterna kan handla om allt från samhällsproblem, vardagsfilosofi och vardagspoesi till starkt politiska texter.

## Historia
I slutet av 1800-talet utvecklade afrikanska slavar bluesen, vilket skulle bli rötterna till musikgenrer såsom rock, jazz och hiphop. I Västafrika, århundraden innan USA existerade, sjöng så kallade griots, det vill säga sjungande poeter, rytmiska historier med hjälp av instrument som trummor. I USA hölls traditionen vid liv och olika varianter av poesi, ofta improviserad, framfördes till musik. Bland annat utvecklades en subgenre till bluesen kallad "talking blues".  Fram tills idag har den afroamerikanska musiktraditionen alltid innefattat olika former av rytmiskt talad poesi, framför till jazz, blues, R&B, funk osv. Ordet rap har funnits i engelskan under flera hundra år, där betydelsen har skiftat, men har betytt ungefär "att säga". Rap var ett populärt slangord inom den afroamerikanska engelskan på 1960-talet där betydelsen var ungefär "att tala", och användes även av musiker som en musikterm för när sångarna till exempel ropade till musikerna och dessa svarade (sk. call and response). James Brown, George Clinton och andra funkartister kallade deras rytmiska ramsor och poesi för rap redan på 1960-talet. På 1960-talet vidareutvecklades rappen och "spoken word" utvecklades.  
Under mitten av 1900-talet influerades den karibiska musikkulturen av de återkommande förändringarna i amerikansk musik. Transistorn, som uppfanns 1957, började användas i radioapparater under tidigt 1960-tal, och ledde till att exempelvis jamaicanerna kunde lyssna till amerikanska radiostationer. Artister som Fats Domino gjorde låtar med en antydan till den ska-rytm som snabbt blev den allenarådande populärmusiken på Jamaica under 1960-talet. Redan innan ska hade utvecklats till reggae fanns populära discjockeyer som skötte de mobila gathörnsdiskotek (lastbilar med musikanläggning och högtalare på flaket) som kallades sound systems och som ägdes av olika inspelningsstudior. Discjockeyer prat- och sångrimmade till de delvisa instrumentalversioner som fanns på skasinglarnas B-sidor. Dessa discjockeyer "överröstade" det lilla som fanns kvar av sången, och förkortningen av denna "Talk Over Artist Stylee" födde namnet toast. Toasting blev en egen musikstil i och med att låtar började produceras primärt för olika populära toasters, som hade gått från att enbart kommentera de dansande och marknadsföra singeln till att toasta om nyheter, politik, religion, de svartas jämställdhetskamp, mode och allt möjligt. U-Roy är toastingens "grandfather", och andra tidiga artister var Big Youth, I-Roy, Prince Far I, Dillinger, Lone Ranger, m.fl. Under 1970-talet kom denna musik "tillbaka" till USA och influerade rappen.